# Tagalog (geslacht)
Tagalog is een kevergeslacht uit de familie van de boktorren (Cerambycidae). De wetenschappelijke naam van het geslacht werd voor het eerst geldig gepubliceerd in 1987 door Hüdepohl.

## Soorten
Tagalog omvat de volgende soorten:
- Tagalog dembickyi Drumont, 2009
- Tagalog lumawigi Hüdepohl, 1987
- Tagalog minor Hüdepohl, 1994
- Tagalog ritsemai (Lameere, 1903)